# الثورة العظمى في عامي 1817-1818
ثورة يوفا ويلاسا العظمى في عامي 1817-1818 (بالإنجليزية: Uwa Wellassa Great Rebellion، بالسنهالية: ඌව වෙල්ලස්ස මහ කැරැල්ල) المعروفة أيضًا باسم انتفاضة عام 1818 في يوفا ويلاسا (تيمنًا باسم المكانين اللذين انطلقت منهما)، أو باسم ثورة يوفا ببساطة، كانت الحرب الكاندية الثالثة مع البريطانيين، في أراضي سريلانكا الحالية. حدثت في ما يسمى اليوم يوفا، التي كانت مقاطعة من مملكة كاندي آنذاك، ضد حكومة الاستعمار البريطاني في عهد الحاكم روبرت براونريغ، وكانت هذه الحكومة تبسط سيطرتها على منطقة يوداراتا (بالإنجليزية: Udarata، وتعني المنطقة الشمالية بالسنهالية) التي تمتعت باستقلالها قبل ذلك.

## الخلفية
عقب إلحاق البريطانيين بمملكة كاندي بناء على بنود اتفاقية كاندي في عام 1815، بدأ البريطانيون يظهرون العداء تجاه زعماء كاندي الذين وقعوا الاتفاقية من خلال تصرفاتهم. وتضمن ذلك الإخلال بالوعود التي قطعها الزعماء البريطانيون مقابل الحفاظ على الامتيازات التقليدية التي استمتعوا بها في عهد مملكة كاندي. وقد ازداد حنقهم بسبب تعيين مسلم موالٍ للبريطانيين، هو حجي ماريكار، في منصب ممثل الحاكم عن مجال النقل في ويلاسا ما أضعف سلطة ميليوا ديساوا وأدى إلى قدح شرارة الثورة.
كان هذا التفسير الخاطئ السبب في مشاكل البلاد العرقية والخلافية التي أثارها البريطانيون، ولم يستطع أي قائد أن يصوب هذا الخطأ على الرغم من تبني عدة دساتير متنوعة في فترات مختلفة. أصبح جون دي أويلي، الذي عُين ممثلًا مقيمًا، قائد المملكة، وتلاه في المرتبة جيمس غراي ثم سايمون ساورز. أما المنطقة الغربية فكانت خاضعة لقيادة ب. إ. وودهاوس، بصفته وكيل الحكومة في كولمبو المشرفة على المنطقة الوسطى، وكان أيضًا وزير المستعمرة الفعال.
خلفه فيما بعد جورج ترنر في منصب وكيل الحكومة، وقام مقام وزير المستعمرة أيضًا. بهذه التغييرات، وُضع الشعب السنهالي تحت حكم إدارة أجنبي، وكانوا معتادين على حكم ملك يحضر بينهم في المراسم الدينية والثقافية المتنوعة التي تقام في مختلف المناسبات، لذلك شعروا بالإهمال والنبذ أثناء معايشتهم اليومية للقيادة والحكومة.
شغل جون دي أويلي منصب المندوب القانوني، في حين كان سايمون ساورز هو مندوب الدخل الحكومي، وتولى جون كيلي منصب قائد القوات المسلحة. وبوجود هذا الثلاثي المتمتع بالنفوذ، تحت زعامة جيمس سوذرلاند الذي يدير مملكة كاندي بمساعدة مرؤوسيه من الوكلاء، وُضعت البلاد تحت تصرف الوكلاء المساعدين بهدف جمع الريع في يوفا وساباراغاموا ثون كورالي وهاتاراكورالي.
قُسمت منطقة السنهاليين إلى 21 قسمًا، من بينها 12 ديساوا و9 «راتا». وبقيت الأمور على هذا الشكل حتى عام 1818 حيث استقر جون دي أويلي في كاندي، وسايمون ساورز في بادولا، وهنري وايت في كاندي من أجل المساعدة. إضافة إلى ذلك، كان ثمة وكلاء إضافيون للحكومة في بعض الأماكن، وكان لديهم بضعة موظفين سنهاليين يجيدون التحدث بالإنجليزية. ونأى البريطانيون -الذين لم يكونوا ملمين بالتركيبة الاجتماعية السنهالية وطموحات الجماهير ودور المساهمين المرؤوسين، مثل كوراليس وموهوتالاس وفيدانيس وغيرهم، في عملية الحكم- بأنفسهم تدريجيًا عن الإدارة، الأمر الذي ولّد نفورًا وانعدام ثقة بالحكم البريطاني. ولم يكن اللاعبون الأساسيون مثل جماعات أديكارام وديساوي سعداء هم الآخرون، وحين فقدوا بالتدريج نفوذهم ومصدر دخلهم انتقلوا من بوابات الدخول أو الـ «كاداوات» إلى المناطق التابعة لكاندي.
تطورت الأوضاع خلال 32 شهرًا بعد توقيع الاتفاقية، ولعل لدى البريطانيين ذكريات حول التجارب المريرة التي جرّتها عليهم الحروب الكاندية في أعوام 1801 و1802 و1803 وما تلاها وكيف استطاعوا الانتقام من أولئك الشهداء القرويين. أرادوا فرض نظام الإدارة المطبق في المقاطعات المجاورة للبحر، وبسبب غطرستهم المستمدة من بشرتهم البيضاء وخبراتهم في تجارة الرقيق التي كانت آخذة بالانتشار عبر العالم ورؤيتهم للطريقة التي يعامل بها السود والهنود الحمر في سوق النخاسة، ربما ظن البريطانيون أن السنهاليين يمكن معاملتهم كالعبيد هم أيضًا. وبدا أنهم استغرقوا مدة تجاوزت المئة عام كي يدركوا أن الشعب يتمتع بتاريخ يمتد على آلاف السنين من الثقافة الحضارية، قبل بدء الإنجليز بالتجوال عراة في البراري بزمن طويل. بدؤوا يخالفون شروط الاتفاقية، وعينوا مسلمًا بمباركة من الجيش في منصب ممثل الحاكم (مهنديرام) في ويلاسا.
كان الإنجليز أيضًا شعبًا من التجار مثل المسلمين، وبدؤوا بمقايضة المنسوجات والمزخرفات مقابل العاج والتوابل. وفيما بعد، باتوا يهتمون بالقهوة والكاكاو والشاي، واستولوا على أراضٍ شاسعة بموجب قوانين الأراضي القاحلة وأرض التاج وغيرها، فأصبحوا بذلك ملّاك أراضٍ ومزارع، وأنزِل السنهاليون إلى مكانة الغجر. وبموجب الفقرة 12 من الاتفاقية، كان على السنهاليين تسهيل تصدير سلع الإنجليز الذين وعدوا في المقابل بتزويدهم بالملابس والملح والمال لقاء خدماتهم.